# Округ Марион (Џорџија)
Округ Марион (енгл. Marion County) је округ у америчкој савезној држави Џорџија.

## Демографија
По попису из 2010. године број становника је 8.742, што је 1.598 (22,4%) становника више него 2000. године.
| Група             | 2000.         | 2010.         |
| Белци             | 4.182 (58,5%) | 5.100 (58,3%) |
| Афроамериканци    | 2.434 (34,1%) | 2.856 (32,7%) |
| Азијати           | 13 (0,2%)     | 78 (0,9%)     |
| Хиспаноамериканци | 413 (5,8%)    | 570 (6,5%)    |
| Укупно            | 7.144         | 8.742         |